# Rourkela
Rourkela, ook wel Raurkela, is een industriestad in het district Sundargarh in het noorden van de Indiase deelstaat Odisha. Het stedelijk gebied strekt zich uit over een oppervlakte van 102 km² en telde in 2011 ongeveer 550.000 inwoners.

## Economie
De stad herbergt de Rourkela Steel Plant, een van de grootste staalfabrieken van de Steel Authority of India (SAIL). De staalindustrie werd in de jaren vijftig van de 20e eeuw opgezet met hulp van Duitse bedrijven als Krupp en Demag en heeft tot een snelle economische en demografische groei geleid die ook arbeidskrachten uit andere delen van India aantrok. Daarom worden er in Rourkela naast het Odia, de officiële taal van Odisha, ook verschillende andere Indiase talen gesproken.

## Sport
Voor het Wereldkampioenschap hockey mannen 2023 werd in het westen van de stad een nieuw hockeystadion gebouwd, met aangrenzend een trainingscentrum met tweede veld en een atletendorp (nu hotel) met zwembad. Het sportcomplex sluit aan op de campus van de Technische Universiteit Biju Patnaik. Voor het kampioenschap werden het wegennet op diverse punten verbeterd. De enige startbaan van het nabij gelegen regionale vliegveld werd verlengd tot 1930 meter.
Het Birsa Munda International Hockey Stadium biedt plaats aan zo'n 22.000 toeschouwers. Na het WK werd het de thuisbasis van de Odisha Warriors. De club van hoofdcoach Janneke Schopman en speelsters als Yibbi Jansen en Freeke Moes, werd kampioen in de Hockey India League voor vrouwen in 2024/25.

## Klimaat
Rourkela heeft een tropisch savanneklimaat (Aw in de klimaatclassificatie van Köppen-Geiger) met droge winters en natte zomers. De gemiddelde jaartemperatuur is 25,9 °C en de gemiddelde neerslag ongeveer 1390 mm per jaar. De droogste maand, met een neerslag van 11 mm, is november. De natste maand, op het hoogtepunt van de zuidwestelijke moesson, is juli met een neerslag van 367 mm. De warmste maand is mei, met een gemiddelde temperatuur van 32,5 °C, terwijl de laagste temperaturen worden gemeten in januari, met een gemiddelde van 19,3 °C.
| Maand                                               | jan  | feb  | mrt  | apr  | mei  | jun  | jul  | aug  | sep  | okt  | nov  | dec  | Jaar  |
| --------------------------------------------------- | ---- | ---- | ---- | ---- | ---- | ---- | ---- | ---- | ---- | ---- | ---- | ---- | ----- |
| Gemiddeld maximum (°C)                              | 26,1 | 30,0 | 34,7 | 38,6 | 39,0 | 34,3 | 29,9 | 29,8 | 30,1 | 29,9 | 28,2 | 25,7 | 31,3  |
| Gemiddelde temperatuur (°C)                         | 19,3 | 23,1 | 27,6 | 31,5 | 32,5 | 29,8 | 26,7 | 26,5 | 26,5 | 25,5 | 22,6 | 19,4 | 25,9  |
| Gemiddeld minimum (°C)                              | 12,5 | 16,2 | 20,2 | 24,4 | 26,4 | 26,1 | 24,6 | 24,3 | 23,9 | 21,4 | 17,2 | 13,2 | 20,8  |
|                                                     |      |      |      |      |      |      |      |      |      |      |      |      |       |
| Neerslag (mm)                                       | 21   | 15   | 24   | 29   | 49   | 261  | 367  | 316  | 214  | 68   | 11   | 14   | 1.389 |
| Bron: Rourkela Weather by month // weather averages |      |      |      |      |      |      |      |      |      |      |      |      |       |

## Geboren in Rourkela
- Mira Nair (1957), filmregisseuse en -producente

## Fotogalerij

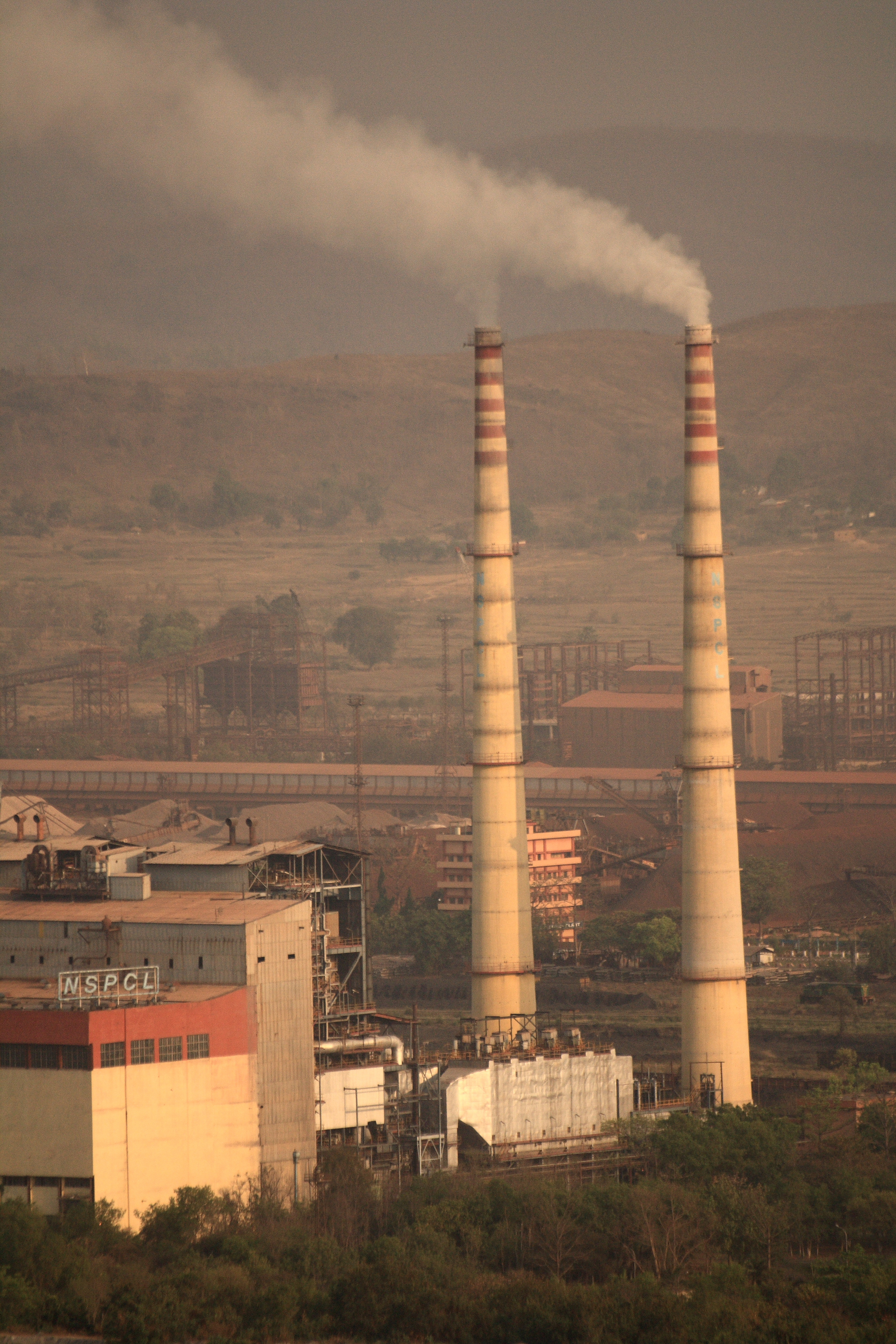
Rourkela Steel Plant
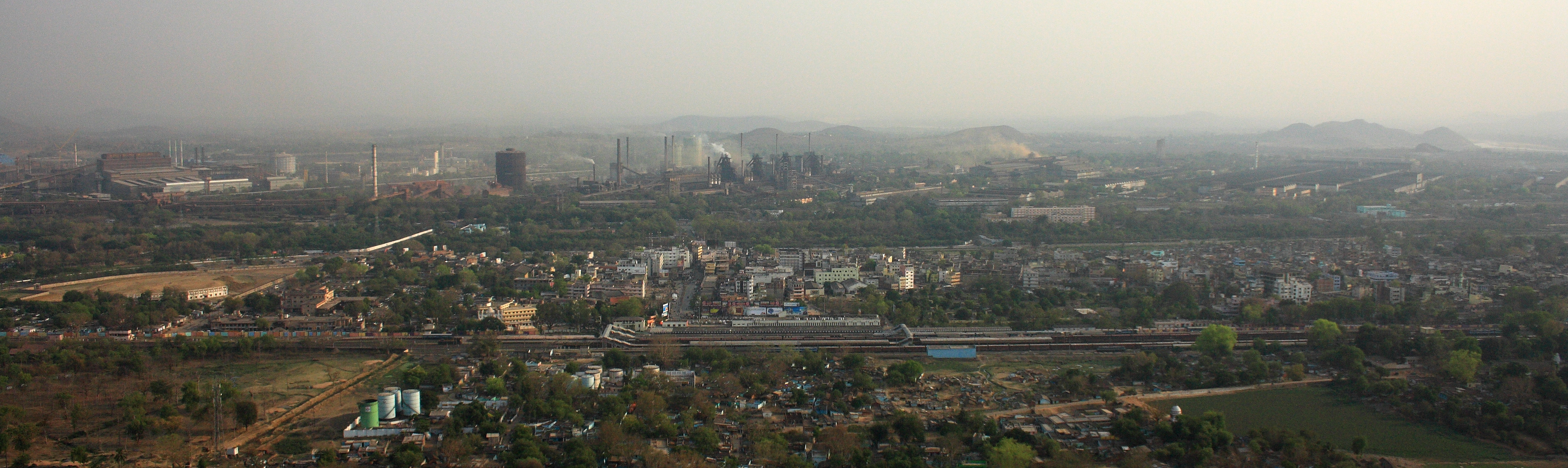
Panorama van het industriegebied
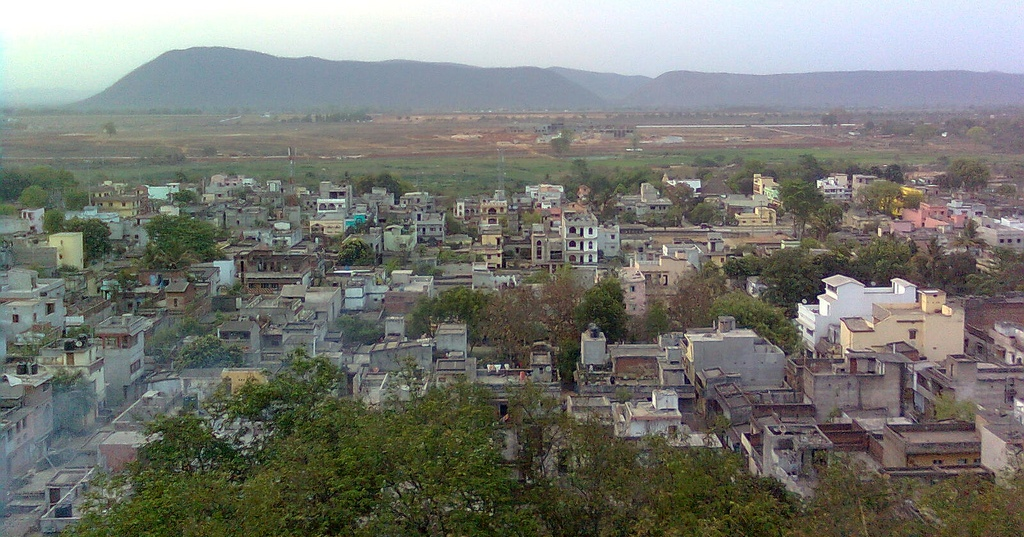
Chhend Colony, een buitenwijk van Rourkela
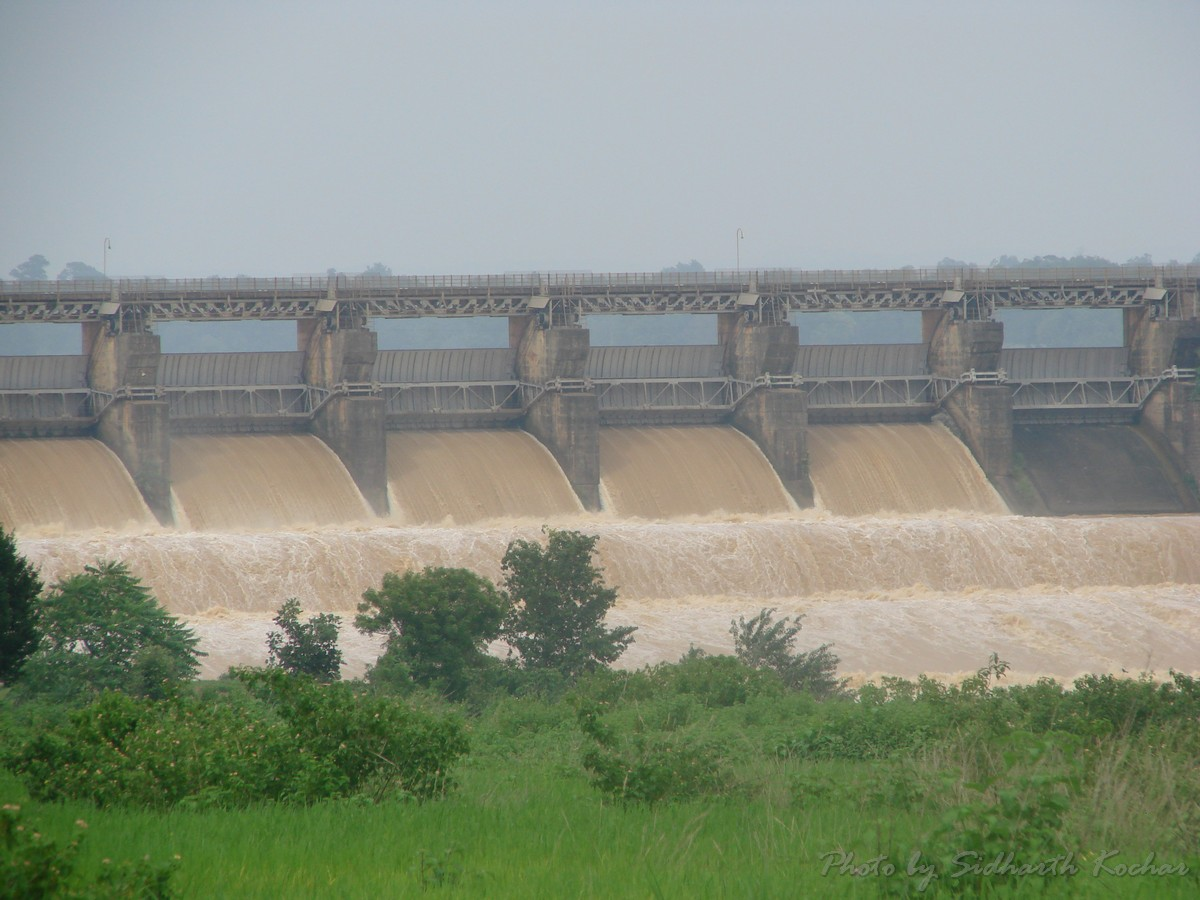
Mandira-dam
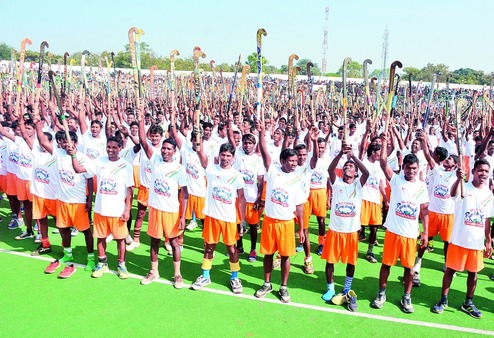
Deelnemers aan een lokaal hockeytoernooi

Hoofdsteden van deelstaten: Agartala · Aizawl · Amaravati · Bangalore · Bhopal · Bhubaneswar · Calcutta · Chandigarh · Chennai · Dehradun · Dharamsala · Dispur · Gairsain · Gandhinagar · Gangtok · Haiderabad · Imphal · Itanagar · Jaipur · Kohima · Lucknow · Mumbai · Nagpur · Panaji · Patna · Raipur · Ranchi · Shillong · Shimla · Trivandrum
Hoofdsteden van territoria: Chandigarh · Daman · Jammu · Kargil · Kavaratti · Leh · New Delhi · Port Blair · Puducherry · Srinagar